# Nature Neuroscience
Nature Neuroscience è una rivista scientifica mensile pubblicata dalla Nature Publishing Group. Fondata nel maggio 1998, si concentra su articoli di ricerca originali relativi in particolare alle neuroscienze.
Sono presi in considerazione i seguenti argomenti:
- sistemi molecolari e cellulari e neuroscienze cognitive;
- psicofisica;
- modelli computerizzati;
- malattie del sistema nervoso.

Il caporedattore è Shari Wiseman.
Secondo il Journal Citation Reports, nel 2022 Nature Neuroscience ha ricevuto un fattore di impatto pari a 25,0.